# World Wide Live
World Wide Live ist nach der Veröffentlichung des 1978 erschienenen Tokyo Tapes das zweite Livealbum der deutschen Hard-Rock-Band Scorpions, welches Mitte des Jahres 1985 veröffentlicht wurde. Die Aufnahmen entstanden während der Love-at-First-Sting-Tournee 1984/1985. Es gehört zu den populärsten Live-Alben der Rockmusik, es war lange Zeit das nach Peter Framptons Comes Alive zweitmeistverkaufte Live-Album weltweit und zählt zu den kommerziell erfolgreichsten Veröffentlichungen der Band.

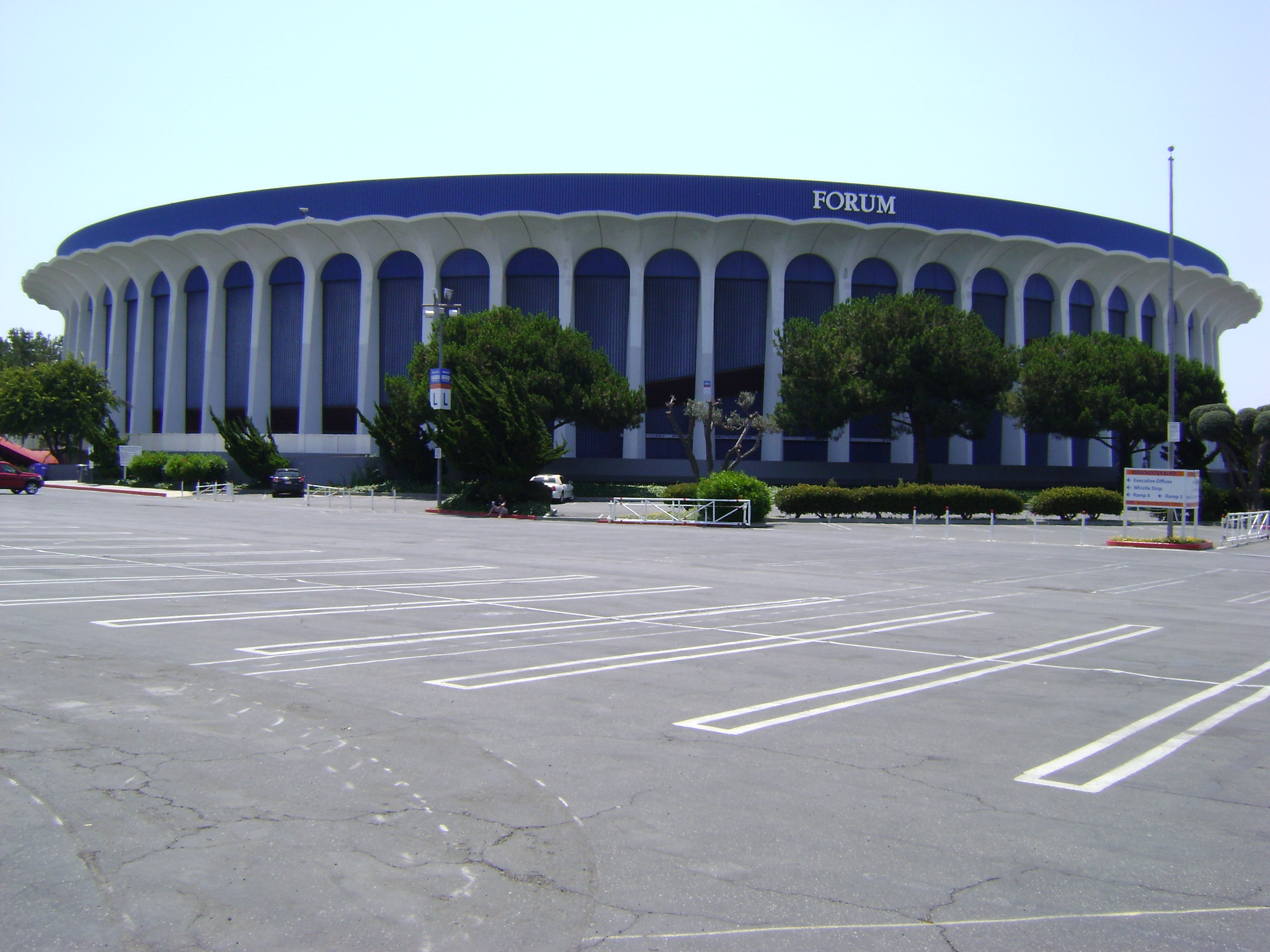
The Forum in Inglewood im Los Angeles County ist der einzige Veranstaltungsort, von dem Aufnahmen von zwei Konzertabenden für dieses Album verwendet wurden (2008).

## Hintergrund
World Wide Live entstand als zweites Live-Album der Gruppe während der Love at First Sting-Tournee, die am 23. Januar 1984 begann und ihr Ende am 5. September 1986 fand.
Die Aufnahmen zu den auf dem Album veröffentlichten Aufzeichnungen stammen von den folgenden Konzerten:
- Bercy, Paris, Frankreich (29. Februar 1984)
- The Forum, Los Angeles, CA, USA (24. und 25. April 1984)
- Sports Arena, San Diego, CA, USA (26. April 1984)
- Pacific Amphitheatre, Costa Mesa, CA, USA (28. April 1984)
- Sporthalle, Köln, Westdeutschland (17. November 1984)

Während das erste Live-Album der Gruppe an einem Veranstaltungsort an verschiedenen Tagen aufgenommen wurde, so sind hier also Aufnahmen aus unterschiedlichen Konzerten zusammengetragen. Das Cover wurde von Franz Epping gestaltet. Die erste Veröffentlichung auf CD erschien trotz ausreichendem Speicherplatz ohne die Titel Another Peace of Meat, Six String Sting und den beiden Can’t Get Enough-Teilen.
Erst die digital überarbeitete Wiederveröffentlichung, welche 2001 veröffentlicht wurde, enthält das gesamte Album auf CD. Das ursprünglich veröffentlichte Album erschien als Doppel-LP.

## Titelauswahl
Diese Live-Doppelplatte enthält ausschließlich musikalisches Material aus den Alben, das nach dem vorhergehenden Live-Album veröffentlicht wurde. Dies betrifft demnach Songs aus den Scheiben Lovedrive (1979), Animal Magnetism (1980),  Blackout (1982) und Love at First Sting (1984). Überschneidungen von Liedern anderer Live-Alben, wie es bei ähnlichen Live-Veröffentlichungen sonst der Fall ist, treten hier also nicht auf. Vielmehr ist World Wide Live eine Zusammenfassung der genannten vier Alben und präsentiert nun auch den neuen Gitarristen Matthias Jabs mit seinem Livekönnen, an dessen Stelle bei Tokyo Tapes noch Uli Jon Roth spielte.

## Titelliste
1. Countdown – 0:31
2. Coming Home – 3:15
3. Blackout – 3:40
4. Bad Boys Running Wild – 3:47
5. Loving You Sunday Morning – 4:36
6. Make It Real – 3:27
7. Big City Nights – 4:49
8. Coast to Coast – 4:40
9. Holiday – 3:12
10. Still Loving You – 5:44
11. Rock You Like a Hurricane – 4:04
12. Can’t Live Without You – 5:28
13. Another Piece of Meat – 3:36
14. Dynamite – 7:05
15. The Zoo – 5:46
16. No One Like You – 4:07
17. Can’t Get Enough Pt. 1 – 2:05
18. Six String Sting – 5:18
19. Can’t Get Enough Pt. 2 – 1:54

## Single-Auskopplungen
1985 erschien die auf dem Album enthaltene Aufnahme von No One Like You zusammen mit The Zoo (ebenfalls live) als Single.

## Kritiken
Das Album erhielt in der internationalen Presse überwiegend positive Kritiken. Der All Music Guide to Rock beispielsweise beschrieb es als „eines der besten Scorpions-Alben, die jemals veröffentlicht wurden“, weiterhin nannte er es als „absolutes Pflichtprogramm für Fans dieses Genres“. Christof Leim schrieb im Jahr 2009 im Metal Hammer, Word Wide Live sei „eines der legendärsten Live-Alben der Rock-Geschichte“. „Die darauf enthaltenen Songs fassen die Höhepunkte der Post-Roth-Ära perfekt zusammen.“ Weiterhin schrieb Uwe Lerch vom Magazin Rock Hard kurz und prägnant: „Eigentlich erübrigt sich wohl diese Kritik, denn jeder, der an dieser Platte interessiert ist, hat sie wohl schon längst. Für die, die sich noch nicht ganz schlüssig sind, sei kurz gesagt: alle Hits der letzten sechs Jahre, geile Stimmung, guter (vielleicht wieder zu guter) Sound und starke Aufmachung (mit Farbposter). Eine Note spare ich mir (sie würde im 9er-Bereich liegen).“ Die durchschnittlich vergebene Note liegt bei 9,5 von möglichen 10.

## Kommerzieller Erfolg

### Chartplatzierungen
In Deutschland erreichte das Album Platz 4 und hielt sich 10 Wochen in den Top 10 der Charts. In Österreich stand das Album ebenfalls auf Platz 4. In der Schweiz und Großbritannien erreichte es jeweils Platz 18, während es sich in Frankreich auf Platz 20 und in Schweden auf Platz 9 platzieren konnte. In den USA gelang die Platte bis auf Platz 17, womit sie Doppel-Platin-Status erreichte. Des Weiteren wurde die LP in Kanada mit Platin und in Deutschland mit Gold ausgezeichnet.
| ChartsChartplatzierungen       | Höchstplatzierung | Wochen |
| ------------------------------ | ----------------- | ------ |
| Deutschland (GfK)              | 4 (33 Wo.)        | 33     |
| Österreich (Ö3)                | 4 (14 Wo.)        | 14     |
| Schweiz (IFPI)                 | 18 (8 Wo.)        | 8      |
| Vereinigte Staaten (Billboard) | 14 (43 Wo.)       | 43     |
| Vereinigtes Königreich (OCC)   | 18 (8 Wo.)        | 8      |

| ChartsJahrescharts (1985) | Platzierung |
| ------------------------- | ----------- |
| Deutschland (GfK)         | 27          |

### Auszeichnungen für Musikverkäufe
| Land/Region               | Auszeichnungen für Musikverkäufe (Land/Region, Auszeichnung, Verkäufe) | Verkäufe  |
| ------------------------- | ---------------------------------------------------------------------- | --------- |
| Deutschland (BVMI)        | Gold                                                                   | 250.000   |
| Frankreich (SNEP)         | Gold                                                                   | 100.000   |
| Kanada (MC)               | Platin                                                                 | 100.000   |
| Spanien (Promusicae)      | Platin                                                                 | 100.000   |
| Vereinigte Staaten (RIAA) | Platin                                                                 | 1.000.000 |
| Insgesamt                 | 2× Gold · 3× Platin ·                                                  | 1.550.000 |

Hauptartikel: Scorpions/Auszeichnungen für Musikverkäufe

## Video
1985 wurde zu dem Album auch ein Live-Video mit den Höhepunkten der Konzerte veröffentlicht, das in den USA eine Goldauszeichnung erhielt. Dieses enthält die folgenden Titel:
1. Coming Home
2. Blackout
3. Big City Nights
4. Loving You Sunday Morning
5. No One Like You
6. Holiday
7. Bad Boys Running Wild
8. Still Loving You
9. Rock You Like a Hurricane
10. Dynamite
11. I’m Leaving You

Eine erstmalige Veröffentlichung dieses Konzertfilmes auf DVD erfolgte am 6. November 2015 als Bestandteil der „50th Anniversary Edition“ des gleichnamigen Live-Albums.